# Two Suns in the Sunset
Pistes de The Final Cut
Not Now John
Two Suns in the Sunset est la chanson finale de l'album The Final Cut du groupe de rock progressif britannique Pink Floyd, sorti en 1983. Très pessimiste, elle dépeint l'explosion d'une bombe atomique, qui donne l'impression au narrateur qu'un nouveau soleil se lève – d'où son titre.
C'est une des rares chansons de Pink Floyd où le batteur Nick Mason n'apparaît pas. Comme il n'était pas capable de jouer correctement la partition, cette tâche est revenue à Andy Newmark.

## Personnel
- Roger Waters – Basse, guitare acoustique, chant
- David Gilmour – Guitare électrique

Avec :
- Andy Bown : Orgue Hammond
- Michael Kamen : Piano
- Raphael Ravenscroft : Saxophone
- Andy Newmark : Batterie

## Liens
- Sources
- Site officiel de Pink Floyd
- Site officiel de Roger Waters
- Site officiel de David Gilmour